# Belagerung von Tarragona (1811)
Bailén –  Roliça –Vimeiro – Saragossa (1808) – Burgos (Gamonal) – Medina de Rioseco – Espinosa –  Tudela – Somosierra – Saragossa (1809) – La Coruña – Torres Vedras – Valls – Braga – Oporto – María – Talavera – Ocaña – Gerona – Ciudad Rodrigo (1810) – Buçaco – Gévora – Barrosa – Badajoz (1811) – Fuentes de Oñoro – La Albuera – Tarragona (1811) – Sagunt (Murviedro) – Ciudad Rodrigo (1812) – Badajoz (1812) –  Majadahonda – Salamanca – García Hernández –  Venta del Pozo – Vitoria – 
Sorauren – San Sebastián – Bidassoa

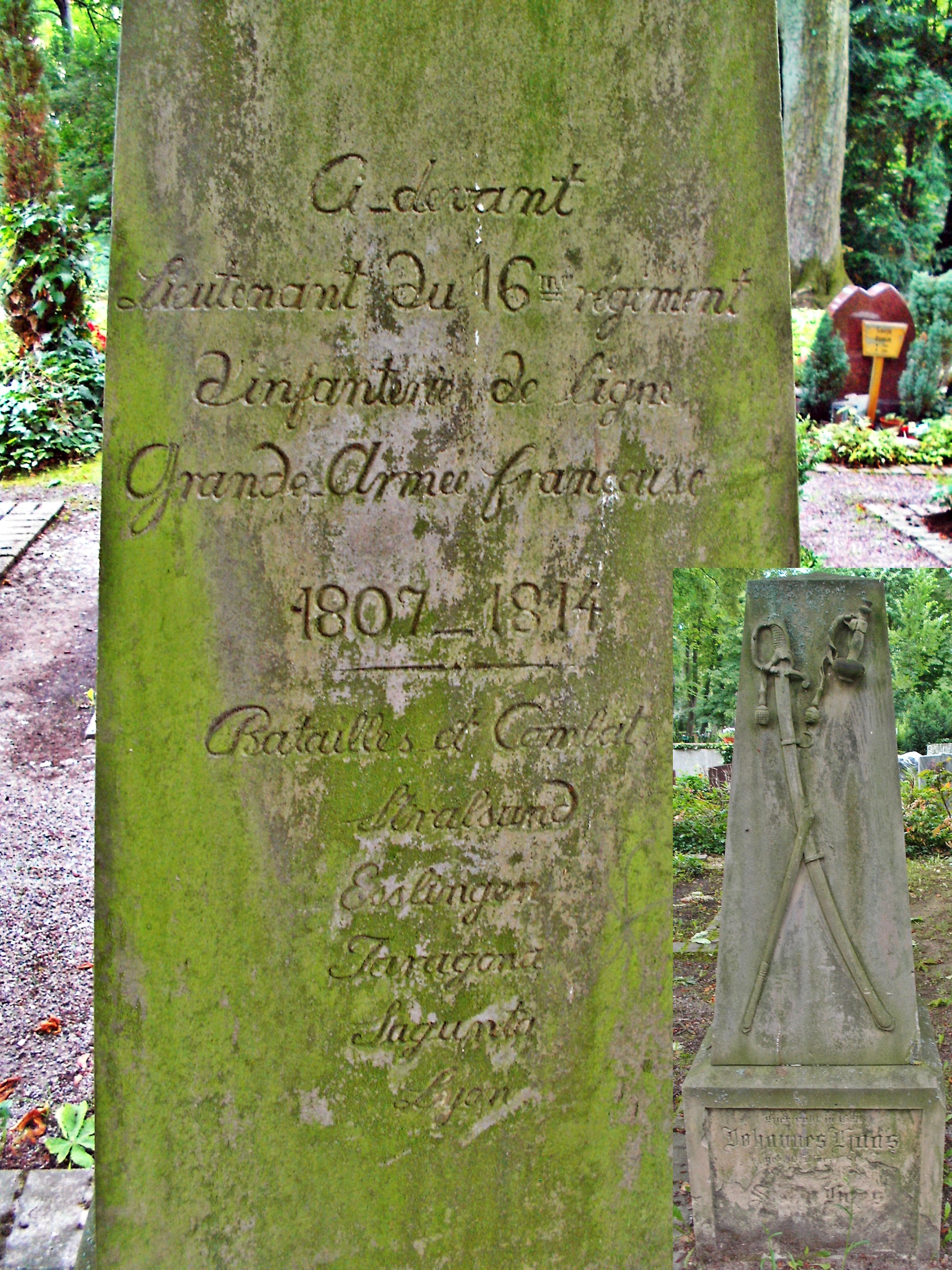
Hauptfriedhof Frankenthal (Pfalz). Grabstein von Johannes Haas, Leutnant im 16. französischen Linien-Infanterie-Regiment, mit Hinweis auf die Teilnahme an der Belagerung von Tarragona

Die Belagerung von Tarragona durch französische Truppen ereignete sich während der napoleonischen Kriege auf der Iberischen Halbinsel. Sie begann am 3. Mai und endete mit der Erstürmung der Stadt Tarragona durch die Belagerer am 28. Juni 1811. 

## Die Belagerung
Der Oberbefehlshaber der französischen Armee in Aragon, General Louis Gabriel Suchet konnte für die Belagerung von Tarragona eine Armee von etwa 20.000 Mann bereitstellen, darunter 1.400 Reiter, 2.000 Artilleristen und 750 Ingenieure. Die Infanterie war in drei Divisionen unter den Generälen Habert, Harispe und Frère eingeteilt. Die Division von Habert wurde über Tortosa nach Tarragona geschickt, um die Belagerungsartillerie entlang der Küstenstraße zu decken, während die beiden anderen Divisionen direkt auf der Straße von Lerida auf Tarragona vorrückten.
Suchets Armee kam am 2. Mai bei Tarragona an und trieb die Vorposten der Spanier am 3. Mai auf die äußeren Befestigungsanlagen zurück. Die Franzosen brauchten noch eine Woche, um die gegnerische Verteidigung aufzuklären, ihre Truppen und Artillerie zu ordnen und den Beschuss einzuleiten.

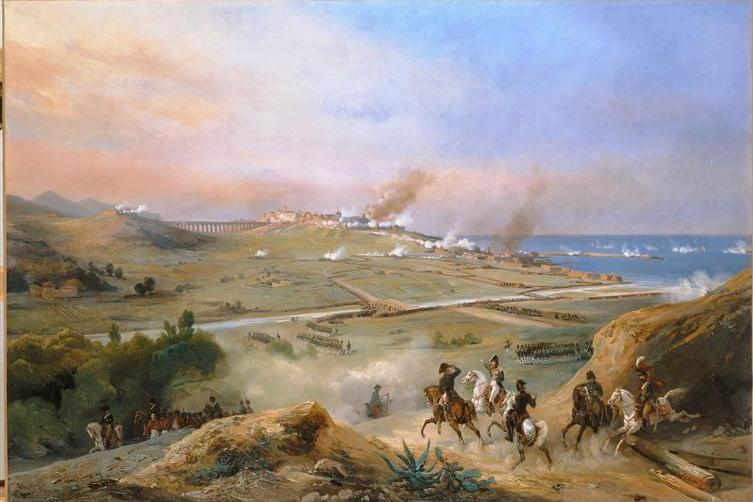
Kampf um Tarragona

Seit 8. Mai begannen die Franzosen am Ufer eine befestigte Redoute mit mehreren Batterien 24-pfündiger Kanonen aufzurichten, weil die englische Flotte den belagerten Spaniern Feuerschutz und Versorgung zukommen ließ. Das Geschwader unter Commodore Codrington musste sich darauf am 13. Mai bis zum südlichen Ende der Hafenbucht zurückziehen und konnte keine wirksame Hilfe mehr leisten. Am 27. Mai fiel der französische General Salme beim Sturm gegen das Fort Olivo. Am 30. Mai berief in Tarragona der spanische Befehlshaber General Campoverde einen Kriegsrat zusammen und kündigte an, die Stadt zu verlassen, um eine Entsatzarmee aufzustellen. Am folgenden Tag reiste er ab und übergab General Juan  Contreras den Oberbefehl über die Verteidigung der Stadt, die aus etwa 8.000 Mann bestand. Trotz aller Bemühungen gelang es Campoverde in den folgenden Tagen im Raum Valencia nicht mehr als 10.000 Mann zu sammeln.
Bis zum 7. Juni hatten die Franzosen derweil das vorgelagerte Fort Francoli sturmreif geschossen und erreichten innerhalb von 12 Stunden einen Durchbruch an der Mauer, darauf zog Contreras die ganze Garnison aus dem Fort in die Stadt zurück. Die Franzosen konnten schließlich eine schwere Geschützbatterie in Fort Francoli einbauen und die Stadtmauern ab 16. Juni unter direkten Beschuss nehmen. Am 21. Juni hatten die Franzosen mehrere Breschen in die Bastionen von San Carlos und Orleans geschossen. General Contreras hatte 6.000 Mann  zusammengezogen, bereit die bedrohte Unterstadt unter dem Kommando von General Sarsfield zu verteidigen. Die mit äußerster Erbitterung ausgetragenen Kämpfe der vergangenen Wochen und der anhaltende Widerstand, dem die in die Stadt eingedrungenen Franzosen begegneten, führten am 29. Juni zu einem Massaker an der Stadtbevölkerung.

## Folgen
Der Erfolg brachte Suchet die Erhebung zum Marschall von Frankreich ein. Für den spanischen Widerstand in Katalonien war der Ausgang der Belagerung ein schwerer Schlag, da nicht nur ein großer Teil der in dieser Region operierenden spanischen Streitkräfte getötet wurde oder in Gefangenschaft geriet, sondern auch einer der wichtigsten Nachschubhäfen verloren ging. Auch General Contreras wurde gefangen genommen und im Schloss von Bouillon interniert. Unter den wenigen Truppen, die diesem Schicksal entgingen, war eine Eskadron des Kavallerieregiments „Alcántara“ unter Moritz von Hirschfeld. Sie entkam am Abend vor der Eroberung aus der eingeschlossenen Festung.